# Atelodesmis unicolor
Atelodesmis unicolor är en skalbaggsart som beskrevs av Jean Baptiste Lucien Buquet 1857. Atelodesmis unicolor ingår i släktet Atelodesmis och familjen långhorningar. Inga underarter finns listade.